# Слайд-шоу

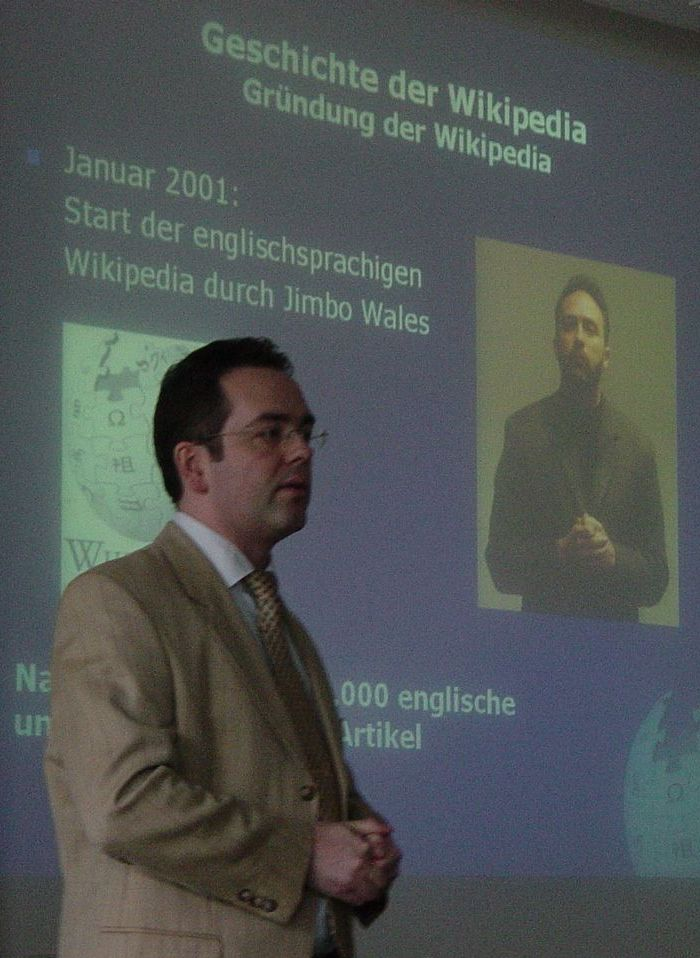
Слайд-шоу

Слайд-шоу (англ. Slide show) — відеокліп, що формується з фотографій. У класичному розумінні слайд-шоу складається з фотографій з ефектними переходами між знімками і супроводжується приємною музикою. Але сучасне слайд-шоу — це не фотографії під музику. Це фільм, який дійсно створюється з фотографій, але оперує законами кіно. Створення сучасного слайд-шоу вимагає осмисленого сюжету, підлеглого законам логіки; правильного стикування сусідніх планів, ретельної роботи зі звуком. Тому, гарне слайд-шоу — демонструє не просто фотографії, а передає цілісну атмосферу від перегляду фотознімків.